# Мустафа III
Мустафа III (28. јануар 1717 — 21. јануар 1774) био је султан османског царства од 1757. све до 1774. године. Желео је да спроведе свеобухватне реформе у Царству и врати му стару славу. Међутим, у томе није успео услед сталних отпора и спољних конфликата. Након стравичног земљотреса 1766. године имао је значајну улогу у реконструкцији Истанбула. 
Наследио га је млађи брат Абдул Хамид I.

## Биографија
Рођен је у Једренском сарају. Био је један од млађе деце султана Ахмеда III. Мајка му је била султанија Емине Михришах. Студирао је астрологију, књижевност, математику, медицину, османску и исламску историју. 
Наследио је свог рођака Османа III на престолу зато што је његов брат Мехмед преминуо у исто време кад и султан.

## Унутрашња политика
Још од мира у Београду из 1739. године Османско царство је ушло у период мира. Коџа Рагип Мехмед- паша био је творац политике, а уједно и велики везир још из времена Мустафиног претходника. Тако је остало све до његове смрти 1763. године. Започете су фискалне реформе и побољшан је квалитет снабдевања водом у Истанбулу. У ствари, реформе финансија показале су се као неефикасне. Жељене администрационе реформе могле су само да се спроведу у Истанбулу. Провинције су биле у рукама њихових гувернера. Велики везир желео је да изврши војну реформу, али је отпор јаничара био очигледан.
У време Седмогодишњег рата склопљен је пријатељски споразум са Пруском. Султан је тамо послао Ахмед Решми-ефендију да проучава њихове реформе. Велики везир је чак желео да склопи савез са Пруском, али му се у томе супротставио султан и велики део моћника из уламе.
Након смрти великог везира 1763. године, Мустафа III влада апсолутистички, иако је, у међувремену, променио неколико великих везира.
Султан је саградио ново предграђе у Истанбулу. Саградио је џамију Лалели, чија је градња започета још 1759. године. У време његове владавине десио се земљотрес 1766. године који је уништио већи део Истанбула. За реконструкцију користио је и своју приватну својину. Рестаурирао је Фатихову џамију и Ејуп Султан џамију. Преузео је и пројекат изградње канала између изничког залива и Црног мора, који није реализован. Исто је било и са изградњом Суецког канала између Црвеног и Средоземног мора.

## Покушај обнове моћи Османског царства
После смрти Махмуда I, султан је постао његов брат Осман III (1754-1757). Била је то, по историју Османског царства, безначајна личност, без карактера и потпуно незаинтересована за техничке и интелектуалне иновације. Током његове кратке владавине сменило се шест везира којима сувише кратак боравак на челу државних послова није дозволио да предузму било какву значајну акцију. Најзначајнији догађаји владавине Османа III јесу велики пожар у септембру 1755. године и још један велики пожар јула 1756. године, као и отварање џамије Нуру Османије 5. децембра 1755. године. Пошто султан није нимало добио симпатије становништва престонице указима којим је забранио продају вина, приступ жена јавним шеталиштима и увео обавезу да немуслиманско становништво носи одећу по којој ће се препознавати њихова вера- мада је примена ових мера била веома ограничена- његов одлазак с престола није изазвао велико жаљење.
Насупрот томе, долазак на престо султана Мустафе III, старијег сина султана Ахмеда III, 30. октобра 1757. године дочекан је са одушевљењем. Међу првим делима његове владавине била је одлука да задржи на положају последњег великог везира Османа III, Коџа Мехмед Рагиб-пашу, једног од најистакнутијих државника тог доба, који је на функцији остао преко шест година. Пошто је делио султанова схватања према којима је мир са великим силама био неопходан за развој државе, Рагиб-паша је и поред притисака неких Османлија и извесних амбасадора, непрестано избегавао да уводи Османско царство у сукобе који би по њега били само погубни. Посветио је пажњу побољшању разних државних служби. Правосуђе је ојачано захваљујући већим овлашћењима датим кадијама и проглашењу прописа чија је сврха била заштита становништва од злоупотребе великаша и провинцијских административних чиновника. Поред тога приморао је уживаоце земљишних добара-тимарнике, закупнике пореза (мукатаџи) да поштују рокове за плаћање пореза и забранио им да тлаче становништво. Чак су против прекршитеља биле послане трупе, што говори о решености великог везира да закони и прописи државе буду примењени и поштовани.
Поборник мира, Рагиб-паша одржавао је добре односе са страним силама, укључујући Русију и Аустрију. Потписивани су и обнављани трговински уговори са Напуљском краљевином, Данском, Персијом (први пријатељски споразум Османлија са овом земљом потписан је у априлу 1761. године). Ово је био период у коме су Француска и Енглеска биле у одличним односима са Османским царством, а у Истанбулу су их представљали истакнути амбасадори: Француску је представљао Вержен (1755-1768), а Џејмс Портер Енглеску у периоду од 1746. до 1761. године. Први је скренуо пажњу султану на личност барона Де Тота, угарског официра који је прешао у службу Француске, а затим са њим дошао у Османско царство. Барон де Тот је нешто касније, након 1774. године, извршио корените реформе у Османској војсци.
Да ли је жеља за миром или недостатак средстава наводила османске власти да не интервенишу у провинцијама, посебно у арапским против избијања покрета за аутономију? Или су констатовали залагање намесника провинција да не дође до отцепљења од Османског царства, да би тако сачували заштиту коју би им Османско царство пружило у случају окупације од стране неке друге земље; или су ти намесници сматрали да нису довољно јаки да прогласе потпуну независност и да у односу на политички и економски напредак Европљана муслимански свет треба да остане јединствен под ауторитетом једног вође, кога су још увек сматрали моћним владарем?
Наиме, османско сизеренство није било довођено у питање и османске власти су можда са извесним задовољством прихватиле прелазак њихових војних, ако не и политичких одговорности, у руке локалних власти које су биле много више заинтересоване за напредак своје земље него бескрупулозни намесници постављани на релативно кратак период и који нису остваривали дубљи контакт ни са становништвом, нити су разумели стање у провинцији. Може се рећи да је то била нека врста преношења права, изазвана неочекиваним догађајима, али прихваћена и призната од владе у Истанбулу у мери у којој је та ситуација одговарала, под условом да унитарни дух Османског царства не буде доведен у питање. Интересантно је да су то стање ствари имплицирано признале велике силе, које су имале амбасаде само у престоници Османског царства, а у главним градовима провинција конзулате, што их није спречавало да у случају потребе директно преговарају са провинцијским властима, посебно у земљама Магреба и Египту, обилазећи Истанбул; за такве уговоре требало је, обично, да траже одобрење централне власти: није сигурно да је то увек био случај. Ипак, Османско царство и даље представља реалност и била је способна да се одупре првим нападима снага заинтересованих за њено ослабљење.
Реформски покушаји неких великих везира имали су привременог успеха, али би затим уследили кораци уназад, доношењем мера које су поништавале њихове покушаје. Иако су конзервативни кругови понекад савијали главу и пропуштали талас обнове, понекад су и реаговали враћајући и намећући своје концепције. Финансијске и економске потребе државе фаворизовале су власнике капитала који су га користили за куповину земље, тимари мање величине губили су се у корист власника великих тимара који су поседовали наследна имања, омогућавајући на тај начин стварање друштвене категорије великих земљопоседника који нису увек били сеоског порекла. Капитал је, такође, био реинвестиран у трговину, поготово у транзитну и међународну трговину. С друге стране, није се смањивао порески притисак на сељаке и ванредни порези претворили су се у редовне порезе, што је изазвало побуне у различитим деловима Османског царства. У почетку економске природе, ови проблеми све су више попримали социјални и политички карактер, а велике силе су у њима играле све важнију улогу.
Међутим, османска администрација, ма колико била корумпирана, остала је организована и релативно ефикасна. Административном особљу недостајала је сигурност у своју судбину и самим тим дух иницијативе, нова концепција њиховог задатка и улоге: то је подразумевало образовање и начин прихватања идеја и нових метода који још нису постојали у Османском царству услед недостатка интелектуалног отварања западном свету.

## Рат са Русијом
Још од 1762. године тензије између османске и руске империје су драстично порасле. Оне су последице агресивне руске политике у Пољској и на Криму. Султан је лично био спреман за рат. Рат су у почетку спречавале руска дипломатија и чланови улеме. Међутим, султан је 1768. године, добијањем фетве, прогласио ратно стање.
Тако је почео руско-турски рат који је трајао од 1768. до 1774. године. Султан се надао победи. Међутим, врло брзо се видело да османска империја уопште није била спремна за тако дуг рат. Рат на копну развијао се на штету османског царства. Мустафа је наредио да се погуби један од великих везира који је био неуспешан у том рату. Чак је и руска флота успешно оперисала на подручју Медитерана. Османска флота је 1770. године доживела тежак пораз у бици код Чесме. Копненим путем, Русија је освојила Крим. Османлијама су остала само утврђења Очакив и Килбурну. Чак и Румунија и делови данашње Бугарске били су окупирани од стране Русије.
У Истанбулу, неколико амбасада је желело да Аустрија и Пруска посредују између две зараћене стране. Примирје је закључено 22. јуна 1772. Први преговори о миру били су неуспешни. Примирје је продужено и нови мировни преговори су се у новембру одржали у Букурешту. У марту, преговори су прекинути. У Истанбулу се улама жестоко противила руским мировним условима.
Рат је 1773. донео успеха на копну обема странама. Устанак у Египту изазвао је бомбардовање руске флоте у Бејруту. Мустафа је планирао да у време лета 1774. стане на чело војске и пође са трупама против Руса. Он то није учинио због тадашњих околности у царству.
Након овог рата Кримски канат постао је руска сателит држава. Тако ће бити све до руске анексије Крима 1783. године.

## Укидање Пећке патријаршије
Иван Јастребов наводи део из берата по којем је Пећка патријаршија била затворена. Тај берат је издао султан Мустафа 11. септембра 1766. године.

## Војне реформе
Искуство руске војске натерало је Мустафу III да начини измене у војсци за време рата са Русијом. У томе му је помогао Барон де Тот. У ствари, овај француски стручњак реформисао је артиљерију. Тада су Турци свесно почели да користе развијене земље Европе као узор. Султан је 1773. отворио школу за инжењере у морнарици, коју је морао да затвори 1774. године под притиском јаничара. Такође, он је отворио математичку школу за потребе морнарице. Међутим, промене нису биле довољно темељне јер је османска војска још увек била инфериорна наспрам руске модернизоване армије. Војна организација била је веома лоша, могло би се рећи да је чак била и запуштена.

## Наследство
Након два султана која нису имала наследника, Мустафа је имао десеторо деце, два сина и девет кћери, од којих је само четири преживело детињство. Велике наде је полагао у свог сина Селима, касније султана Селима III, који је имао одлично образовање.
Мустафа III је преминуо пре него што је склопљен Кучуккаинарџијски мир. Мир је склопио његов брат и наследник султан Абдул Хамид I. За собом је оставио економске и административне проблеме. Економски раст, који се одвијао претходних 60 година тада је стао, а руска освајања османских територија значајно су ослабила централну владу.
Синови
- Селим III
- принц Мехмед (1767—1772); умро када је имао 5 година.

Кћери
- султанија Хатиџе (1768—1822); умрла у 54. години, удата једном. Из брака је имала једног сина.
- султанија Бејхан (1766—1824); умрла у 58. години,удата једном. Из брака је имала ћерку.
- султанија Шах (1761—1803); умрла у 41. години, удата једном. Из брака је имала две ћерке.
- султанија Михримах (1743—1764); умрла у непуној 21. години, удата једном. Умрла је на порођају.

## Породично стабло
|  |                      |  |  |  |  |  |  |  |  |  |  |  |  |  |  |  |
|  | 2. Ахмед III         |  |  |  |  |  |  |  |  |  |  |  |  |  |  |  |
|  |                      |  |  |  |  |  |  |  |  |  |  |  |  |  |  |  |
|  |                      |  |  |  |  |  |  |  |  |  |  |  |  |  |  |  |
|  | 1. Мустафа III       |  |  |  |  |  |  |  |  |  |  |  |  |  |  |  |
|  |                      |  |  |  |  |  |  |  |  |  |  |  |  |  |  |  |
|  |                      |  |  |  |  |  |  |  |  |  |  |  |  |  |  |  |
|  | 3. Amina Mihr-i Shah |  |  |  |  |  |  |  |  |  |  |  |  |  |  |  |
|  |                      |  |  |  |  |  |  |  |  |  |  |  |  |  |  |  |
|  |                      |  |  |  |  |  |  |  |  |  |  |  |  |  |  |  |